# Yuwangtai
Yuwangtai (en chino, 禹王台; pinyin, Yǔwángtái) es un distrito urbano bajo la administración directa de la Prefectura  Kaifeng  en la Provincia de Henan, República Popular China.  Su área es de 60 km² y su población total para 2010 superó los 130 mil  habitantes. 

## Administración
Desde octubre de 2022, el  Distrito Yuwangtai  se divide en 7 pueblos  administrados  en 5 subdistritos y 2   villas.

## Toponimia
El topónimo Yuwangtai [/Yi'uán-tái/] se compone de los sinogramas Yu (nombre propio), Wan (rey)  y Tai (plataforma), lo que da como resultado "la plataforma del rey Yu". 
Debido a que Kaifeng sufría frecuentes inundaciones, la gente recordando las míticas hazañas del rey Yu sobre el control de las aguas, construyó el "Templo del rey Yu" (禹王庙 Yuwang miao) en una plataforma originalmente para actividades musicales o ceremoniales. Desde entonces, esa antigua plataforma también se conoce como la "Plataforma del rey Yu" (Yuwang tai), de ahí su nombre.
El distrito originalmente se llamó Nanguan (南关区) cuando se estableció en enero de 1956, aunque luego cambió de nombre, logró recuperarlo en mayo de 1972. Sin embargo debido al famoso Parque Yuwangtai (禹王台公园)
en agosto de 2005, el Distrito Nanguan pasó a llamarse Yuwangtai.